# روکاماندولفی
روکاماندولفی (به ایتالیایی: Roccamandolfi) یک کومونه در ایتالیا است که در استان ایسرنیا واقع شده‌است.

## خصوصیات
روکاماندولفی ۵۳٫۹ کیلومترمربع مساحت و ۱٬۰۵۸ نفر جمعیت دارد.